# Hélène Defrance
Hélène Defrance (* 11. August 1986 in Clamart) ist eine französische Seglerin.

## Erfolge
Hélène Defrance nahm an den Olympischen Spielen 2016 in Rio de Janeiro in der 470er Jolle mit Camille Lecointre teil. Mit 62 Punkten beendeten sie die Regatta auf dem dritten Rang hinter dem britischen und dem neuseeländischen Boot und gewannen somit die Bronzemedaille. Bei Weltmeisterschaften gewannen die beiden in der 470er Jolle zunächst 2015 in Haifa die Silbermedaille, ehe den beiden im Jahr darauf in San Isidro der Titelgewinn gelang. 2010 wurde sie zudem Europameisterin.
Für die Bronzemedaille bei den Olympischen Spielen erhielt sie am 30. November 2016 das Ritterkreuz des Ordre national du Mérite.